# Švábovce
Švábovce (in ungherese Svábfalva, in tedesco Schwabsdorf) è un comune della Slovacchia facente parte del distretto di Poprad, nella regione di Prešov.
Nelle cronache storiche, il villaggio fu menzionato per la prima volta nel 1268 quando venne fondato da coloni provenienti dalla Svevia.
Il suo nome significa "villaggio degli Svevi".